# ザリスキー接空間
代数幾何学において，ザリスキー接空間は代数多様体 V（あるいはより一般の対象）上の点 P における接空間を定義する構成である．微分法は用いず，抽象代数学に直接基づいており，最も具体的な場合は単に線型方程式系の理論である．

## 定義
局所環 {\displaystyle (R,{\mathfrak {m}})} の余接空間は
{\displaystyle {\mathfrak {m}}/{\mathfrak {m}}^{2}}
と定義される．これは剰余体 {\displaystyle k:=R/{\mathfrak {m}}} 上のベクトル空間である．その双対線型空間は R の接空間と呼ばれる．
スキーム X の点 P における接空間 {\displaystyle T_{P}(X)} と余接空間 {\displaystyle T_{P}^{*}(X)} は {\displaystyle {\mathcal {O}}_{X,P}} の（余）接空間である．Spec の関手性により，自然な商写像 {\displaystyle f\colon R\rightarrow R/I} は準同型 {\displaystyle g\colon {\mathcal {O}}_{X,f^{-1}(P)}\rightarrow {\mathcal {O}}_{Y,P}} を誘導する．ただし X = Spec(R) であり，P は Y = Spec(R/I) の点である．これは {\displaystyle T_{P}(Y)} を {\displaystyle T_{f^{-1}P}(X)} に埋め込むのに用いられる．体の間の射は単射だから，g から誘導される剰余体の全射は同型である．すると余接空間の間の射 k が g から誘導され，次で与えられる：
{\displaystyle {\begin{aligned}{\mathfrak {m}}_{P}/{\mathfrak {m}}_{P}^{2}&\cong ({\mathfrak {m}}_{f^{-1}P}/I)/(({\mathfrak {m}}_{f^{-1}P}^{2}+I)/I)\\&\cong {\mathfrak {m}}_{f^{-1}P}/({\mathfrak {m}}_{f^{-1}P}^{2}+I)\\&\cong ({\mathfrak {m}}_{f^{-1}P}/{\mathfrak {m}}_{f^{-1}P}^{2})/\mathrm {Ker} (k).\end{aligned}}}
これは全射だから，転置 {\displaystyle k^{*}\colon T_{P}(Y)\rightarrow T_{f^{-1}P}(X)} は単射である．

## 本
- Hartshorne, Robin (1977), Algebraic Geometry（英語版）, Graduate Texts in Mathematics, 52, New York: Springer-Verlag, ISBN 978-0-387-90244-9, MR0463157
- David Eisenbud; Joe Harris (1998). The Geometry of Schemes. Springer-Verlag. ISBN 0-387-98637-5